# Gaozu
Gaozu od Hana (高祖) bio je car drevne Kine. Bio je prvi vladar iz dinastije Han, a nasljednik Xiang Yua i Ziyinga od Qina.

## Imena
Prezime ovog cara bilo je Liu, a osobno ime Bang (邦). On je danas poznat po svojem postumnom imenu Gao i hramskom imenu Gaozu [Gaocu].
Njegovo kurtoazno ime bilo je Ji (季).

## Životopis
Bang je bio rođen u seljačkoj obitelji. Roditelji su mu bili Liu Taigong i Liu Ao.
Tijekom dinastije Qin, Bang je bio niži činovnik.
Negdje oko 210-ih prije nove ere – ili 200-ih – Bang se pobunio protiv vlade tako što je oslobodio grupu zatvorenika koje je pratio do planine Li kako bi radili na mauzoleju Qin Shi Huangdija, prvog cara Kine. Bang i njegovi sljedbenici postali su pobunjenici.
208. prije nove ere Bang je okupio svoju pravu vojsku te su mnoge pobune izbile protiv cara. Bang je sebe prozvao vojvodom Peija.
Nakon pada Qina 206., Xiang Yu je postao de facto vladar Kine te ju je podijelio na 18 državica. Sebe je učinio carem i kraljem Chua. Banga je učinio kraljem Hana.
Bangu to nije bilo dovoljno te je napao Yua. On i njegova ljubavnica počiniše samoubojstvo, a Bang se proglasio carem 28. veljače 202. prije nove ere.
Premda je Bang bio taoist, podupirao je učenja Konfucija. Snizio je poreze te je smatran izvanrednim i moralnim čovjekom.

## Obitelj
Gaozuova su braća bila Liu Bo, Liu Xi i Liu Jiao (princ).
Gaozu je bio oženjen caricom Lü Zhi, koja mu je rodila kćer Juan od Lua (魯元公主) i sina, cara Huija.
Imao je i ljubavnice:
- Cao, majka Liu Feija
- Qi, majka Liu Ruyija
- Wan
- Guan
- Bo, majka cara Wena
- Zhao, majka Changa
- Zhao Zi'er